# コザ十字路

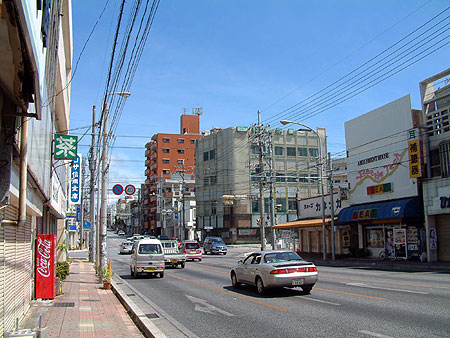
現在のコザ十字路

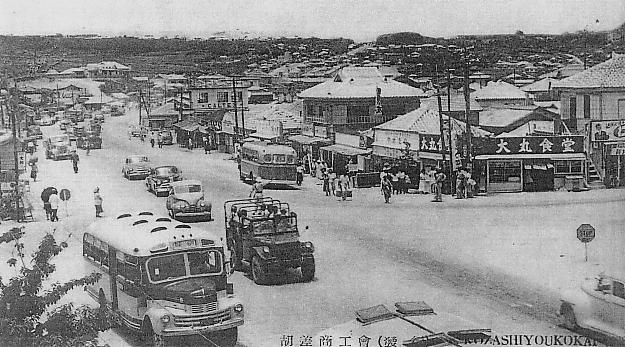
復帰前のコザ十字路

コザ十字路（コザじゅうじろ）は沖縄県沖縄市照屋にある交差点を中心とした繁華街、地域。狭義では交差点を示す。

## 概要
米軍嘉手納基地の正門近くに位置し、「十字路と言えばコザ十字路」「市場と言えば十字路市場」と言われるほど、十字路を中心とした一帯の商店街は、かつては大変な賑わいを見せたが、現在は寂れている。活性化の試みが行われている。コザ十字路まつりが毎年開催されている。

## 歴史
- 1950年代以降 戦前は越来村という農村であったが、第二次世界大戦後、上陸した米軍が建設した難民収容施設を中心に米軍相手の商店が増え、市街地に発展した[4]。このころはコザ十字路商店街と称した。
- 1956年 コザ市となった[4]。
- 1965年ころから ベトナム戦争の頃には、特需だった[4]。
- 1970年 コザ暴動
- 1972年 沖縄県の日本復帰
- 1974年 コザ市が美里村と合併し沖縄市となる[4]。
- 2005年 沖縄市が戦後文化資料館「ヒストリート」を開設した[4]。
- 2009年 銀天街の大屋根が、老朽化と国道330号拡幅工事のために撤去された[5]
- 2015年2月ころ 銀天街商店街に「コザ十字路絵巻」と名付けられた170mの壁画が描かれた[2]。

## 交差点として
国道330号と沖縄県道75号沖縄石川線の起点でもある。さらに道路案内標識の重要地である沖縄（市）の基準交差点でもある。
胡屋十字路と並んで沖縄市の重要な交差点である。那覇発着うるま市・沖縄市方面行きのほとんどのバス路線は、コザ十字路を経由している。

## 交差道路
- 国道329号（南北方面）
- 国道330号（西方面）
- 国道331号（南北方面、いずれも国道329号に重複しているため単独の道路はない）
- 沖縄県道75号沖縄石川線（東方面）

## 各方面の主な目的地
- 北行き（国道329号）：名護市・うるま市・金武町
- 南行き（国道329号）：那覇市・南城市・与那原町・北中城村
- 西行き（国道330号）：那覇市・宜野湾市
- 東行き（県道75号）：うるま市

## 主な目的地への距離

### 国道329号名護方面
- 辺戸岬（名護市以北）
  - 東回り・134km
  - 西廻り・103km
- 海洋博公園・72km
- 名護市（国道329号経由）・52km
- うるま市石川・12km

### 国道329号那覇・与那原方面
- 那覇市（国道329号経由・与那原廻り）・29km
- 与那原町・20km

### 国道330号那覇・宜野湾方面
- 那覇市（国道330号経由・宜野湾廻り）・25km
- 宜野湾市・10km
- 胡屋十字路・2km

### 県道75号うるま方面
- 名護市（具志川廻り）・54km
- 伊計島・22km
- うるま市役所・8km

## バス路線
コザバス停
- 21番・新都心具志川線　（琉球バス交通）
- 23番・具志川線　（琉球バス交通）
- 24番・那覇大謝名線（琉球バス交通）
- 27番・屋慶名（大謝名）線　（沖縄バス）
- 30番・泡瀬東線　（東陽バス）
- 31番・泡瀬西線　（東陽バス）
- 52番・与勝線　（沖縄バス）
- 60番・泡瀬イオンモールライカム線　（東陽バス）
- 61番・前原線　（沖縄バス）
- 62番・中部線　（琉球バス交通）
- 63番・謝苅線　（琉球バス交通）
- 75番・石川北谷線　（琉球バス交通）
- 77番・名護東線　（沖縄バス）
- 80番・与那城線　（沖縄バス）
- 90番・知花線　（琉球バス交通）
- 93番・屋慶名〜イオンモール線　（沖縄バス）
- 110番・長田具志川線　（琉球バス交通）
- 112番・国体道路線　（琉球バス交通）
- 113番・具志川空港線　（琉球バス交通）
- 123番・石川空港線　（琉球バス交通）
- 127番・屋慶名（高速）線　（沖縄バス）
- 223番・具志川おもろまち線　（琉球バス交通）
- 227番・屋慶名おもろまち線　（沖縄バス）
- 263番・謝苅おもろまち線　（琉球バス交通）
- 331番・急行バス（久茂地経由）　（東陽バス）
- 777番・急行バス（屋慶名）線　（沖縄バス）